# Америчка хорор прича: Вештичије коло
Америчка хорор прича: Вештичије коло (енгл. American Horror Story: Coven) је трећа сезона FX антологијске-хорор телевизијске серије Америчка хорор прича чији су творци Рајан Мерфи и Бред Фелчак. Премијера је била 9. октобра 2013. године и завршила се 29. јануара 2014. године. Сезона се одвија у 2013. години, у Њу Орлеансу и прати ковен вештица које су сишле из Сејлема како би се бориле за свој отстанак. Такође садржи флешбекове из 1692. године током озлоглашеног суђења вештицама из Сејлема, током 1830их, 1910их, 1960их, 1970их и 1990их.
Чланови глумачке екипе који се враћају из претходних сезона серије су: Сара Полсон, Таиса Фармига, Френсис Конрој, Еван Питерс, Лили Рејб, Денис О’Хер, Џесика Ланг, Џејми Бруер, Александра Брекендриџ и Робин Барлет, заједно са новим члановима које чине Ема Робертс и Кети Бејтс.
Као и свој претходник, Вештичије коло се сусрело и са позитивним критикама и високим рејтинзима, са премијерном епизодом коју је пратило 5,54 милиона гледалаца, која је тренутно најгледанија епизода серије. Сезона је осигурала седамнаест номинација за награду Еми за ударне термине, укључујући награду за најбољу ограничену мини-серију и пет глумачких номинација за Лангову, Полсонову, Басетову, Конројеву и Бејтсову, док су Лангова и Бејтсова освојиле награде у својим категоријама. Такође, Вештичије коло је номиновано за најбољу мини-серију или ТВ филм на наградама Златни глобус.

## Епизоде
| Бр. еп. (укупно) | Бр. еп. (у сезони) | Наслов                  | Редитељ             | Сценариста                | Премијера          | Прод. код | Гледаност у САД (милиони) |
| ---------------- | ------------------ | ----------------------- | ------------------- | ------------------------- | ------------------ | --------- | ------------------------- |
| 26               | 1                  | Кучкичарење             | Алфонсо Гомез-Рехон | Рајан Мерфи & Бред Фелчак | 9. октобар 2013.   | 3ATS01    | 5,54                      |
| 27               | 2                  | Делови дечака           | Мајкл Рајмер        | Тим Мајнер                | 16. октобар 2013.  | 3ATS02    | 4,51                      |
| 28               | 3                  | Замене                  | Алфонсо Гомез-Рехон | Џејмс Вонг                | 23. октобар 2013.  | 3ATS03    | 3.78                      |
| 29               | 4                  | Страховите шале         | Мајкл Апендал       | Џенифер Солт              | 30. октобар 2013.  | 3ATS04    | 3,71                      |
| 30               | 5                  | Вештице, гори!          | Џереми Подесва      | Џесика Шарзер             | 6. новембар 2013.  | 3ATS05    | 3,80                      |
| 31               | 6                  | Долази џелат            | Мајкл Апендал       | Даглас Петри              | 13. новембар 2013. | 3ATS06    | 4,16                      |
| 32               | 7                  | Мртви                   | Бредли Бјукер       | Бред Фелчак               | 20. новембар 2013. | 3ATS07    | 4,00                      |
| 33               | 8                  | Свеци говоре            | Алфонсо Гомез-Рехон | Рајан Мерфи               | 4. децембар 2013.  | 3ATS08    | 4.07                      |
| 34               | 9                  | Глава                   | Хауард Дач          | Тим Мајнер                | 11. децембар 2013. | 3ATS09    | 3,94                      |
| 35               | 10                 | Магична чуда Стиви Никс | Алфонсо Гомез-Рехон | Џејмс Вонг                | 8. јануар 2014.    | 3ATS10    | 3,49                      |
| 36               | 11                 | Заштитити дружину       | Бредли Бјукер       | Џенифер Солт              | 15. јануар 2014.   | 3ATS11    | 3,46                      |
| 37               | 12                 | Иди дођавола            | Алфонсо Гомез-Рехон | Џесика Шарзер             | 22. јануар 2014.   | 3ATS12    | 3,35                      |
| 38               | 13                 | Седам чуда              | Алфонсо Гомез-Рехон | Даглас Петри              | 29. јануар 2014.   | 3ATS13    | 4,24                      |